# جلال‌الدین میران‌شاه تیموری

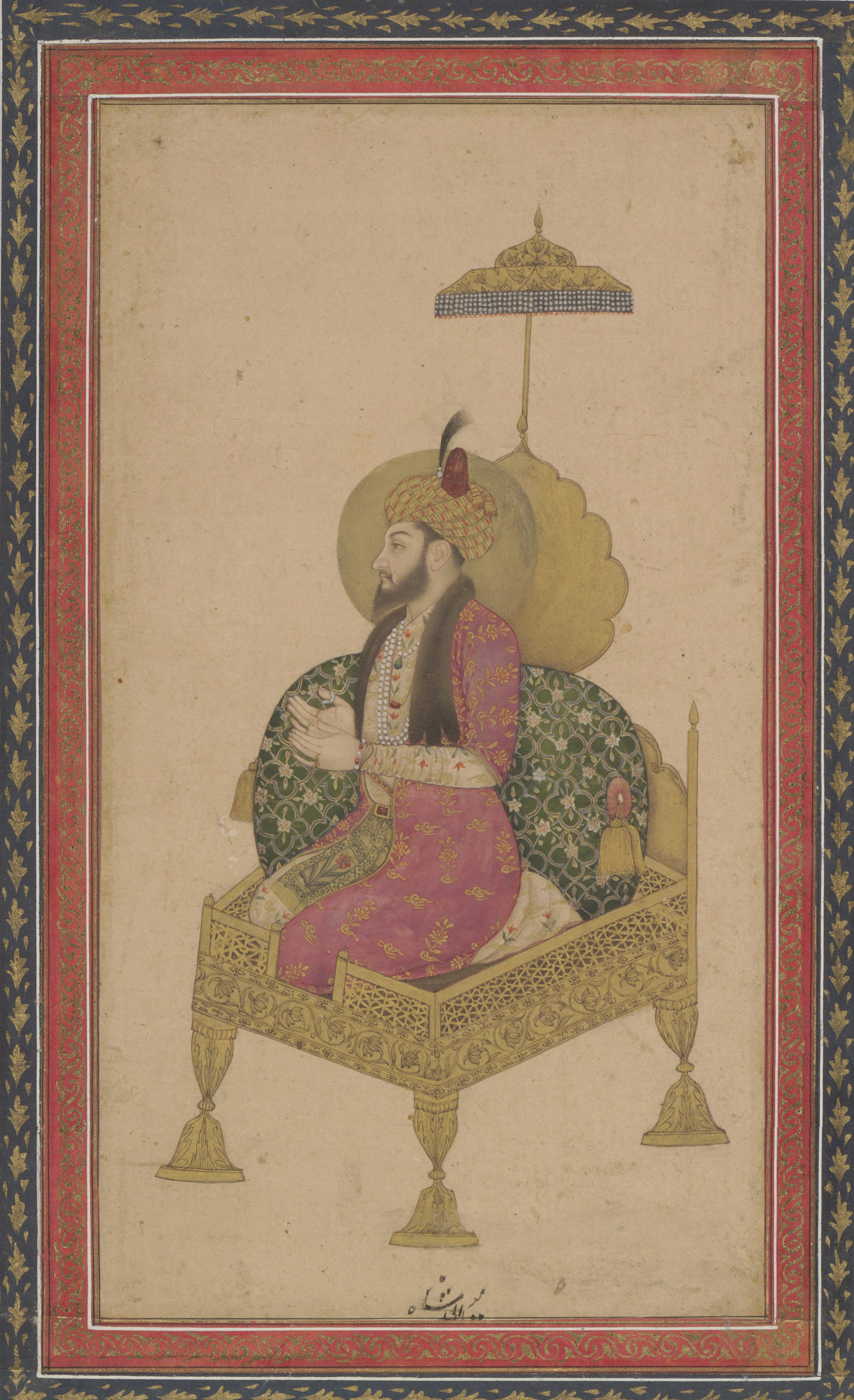
روشنایی مغول از میران شاه

میرزا جلال الدین میرانشاه یا امیرانشاه (۸۱۰–۷۹۹ ق / ۱۴۰۸–۱۳۹۶ م) پسر سوم تیمور در سال ۷۶۹ هـ.ق. به‌دنیا آمد و در عهد پدر به فرمانروائی عراق و آذربایجان و دیاربکر و شام رسید. در اواخر زندگی پدرش، دچار پریشانی مغز شد و با وجود این حال پس از مرگ پدر سه سال سلطنت کرد تا سرانجام در سال ۸۱۰ هـ.ق. در جنگ با سپاه قراقویونلو در حدود آذربایجان به دست قرایوسف ترکمان (۱۳۹۰–۱۴۲۰ م) کشته شد. میرانشاه فرزندان بسیاری داشت و شاهان گورکانی هند همگی از نسل وی می‌باشند.
از پسران او به میرزا ابابکر و امیرزاده محمدعمر و خلیل سلطان که از امیران و جانشینان تیمور بود، می‌توان اشاره نمود. همچنین یکی از پسران وی به‌نام میرزا محمد بعدها پدر ابوسعید گورکان و پدر پدربزرگ بابر، مؤسس امپراتوری مغول می‌شود.

## میرانشاه در زمان حیات تیمور
تیمور در پایان یورش پنج ساله خود و به هنگام بازگشت به سمرقند، آذربایجان و ولایات غربی ایران را به پسرش جلال الدین میرانشاه سپرد. آذربایجان در آن زمان شامل استان‌های آذربایجان شرقی و آذربایجان غربی و اردبیل و همچنین جمهوری آذربایجان و جمهوی ارمنستان و بخش‌هایی از ترکیه فعلی نیز بود؛ ولی چندی بعد در پایان لشکرکشی به هند، خبرهایی از آذربایجان به تیمور رسید که حاکی از آشفتگی اوضاع و ادامه اغتشاشات در ایران بود.
او از طرف پدر یازده سال حاکم آذربایجان بود. نسبت به کمال خجندی توجه و علاقه داشته‌است.

## اختلال حواس میرانشاه

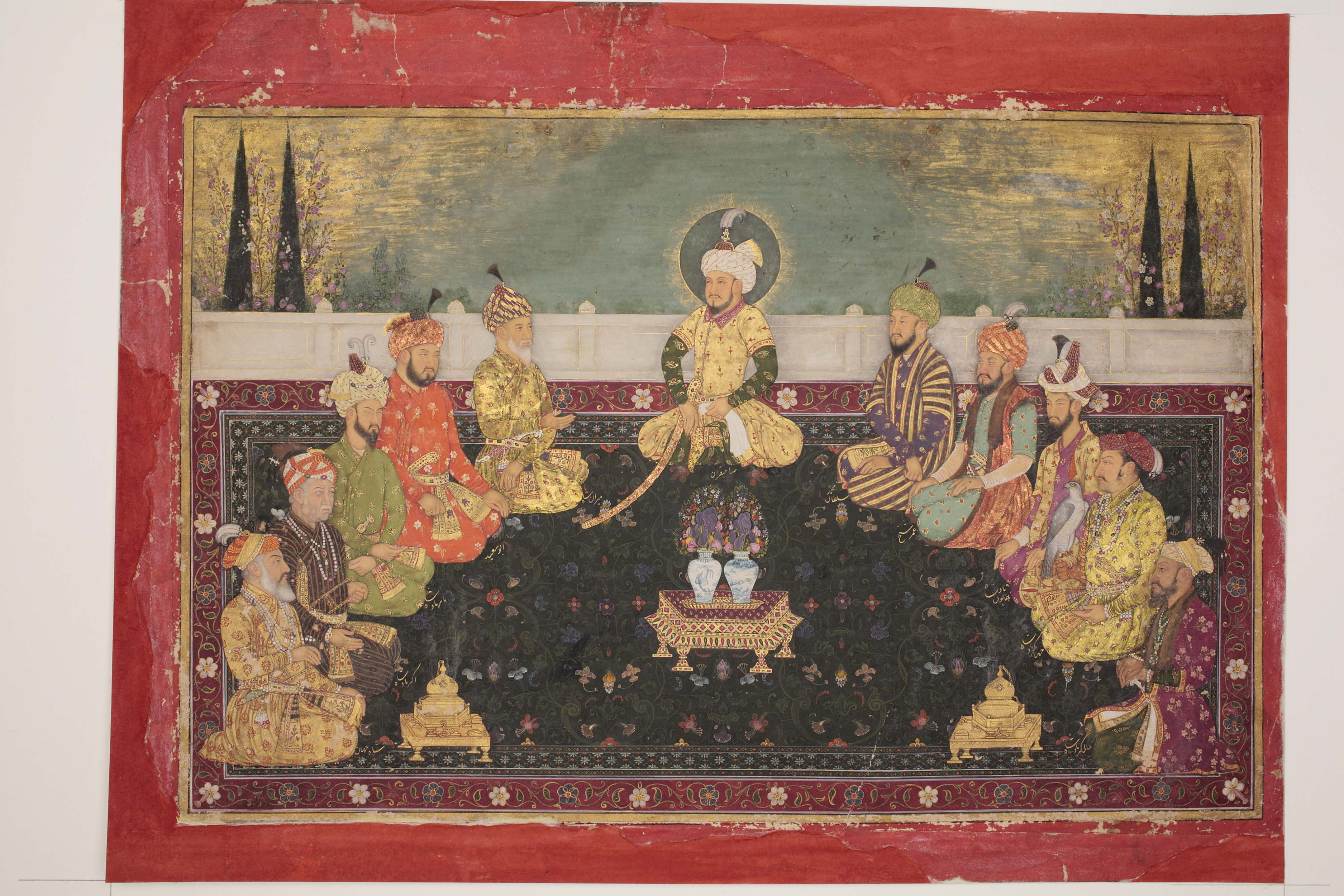
فرمانروایان سلسله مغول از بابر تا اورنگ زیب به همراه جدشان تیمور

پسرش میرانشاه که حکومت آذربایجان به او واگذار شده بود به سبب آسیبی که از پیشامد سقوط از اسب به مغزش وارد آمد، دچار پریشانی حواس شد.
بعد از این حادثه، میرانشاه به کارهای بی‌رویه‌ای دست زد که با این اعمال خود، اداره حکومت را دچار مشکل و اختلال نمود. به طوری که در آن آشفتگی و پریشان حالی، بخش عمده‌ای از عواید خزانه را تلف و عده‌ای از بزرگان شهر را به قتل رساند.
همچنین برخی از ابنیه را نیز ویران نمود.
او در همین حالت جنون بود که دستور داد استخوانهای خواجه رشیدالدین فضل اللّه را از مسجدی که در ربع رشیدی تبریز بود بیرون آوردند و در قبرستان یهودیان بخاک سپردند.
با این حال میرانشاه به مجرد آگاهی از حرکت تیمور، بر سبیل پوزش به اردوی پدر آمد. به این ترتیب تیمور او را از حکومت معزول کرد و پسر میرانشاه یعنی میرزا ابابکر را به جای او به امارت برگزید.
از طرفی عده‌ای از مصاحبانش هم که در این جریانات مهم به تشویق و الزام او در این اقدامات شده بودند به خصوص که برخی از آنان از جمله علماء و موسیقی دانان عصر محسوب می‌شدند، به اتهام دخالت در این بی رسمیها به امر تیمور، توقیف و بلافاصله تسلیم دارِ مجازات شدند.

## میرانشاه بعد از مرگ تیمور
پس از مرگ تیمور، نواحی غربی ایران از آذربایجان تا گرجستان که جزو قلمرو میرانشاه محسوب می‌شد، همچنان تحت نظارت پسرانش میرزا ابابکر و امیرزاده محمد عمر، اداره می‌شد. این نواحی به علت اختلال میرانشاه و اختلاف فرزندانش، همچنان دستخوش آشفتگی و پریشانی بود. چون امیرزاده محمد عمر، برادر خود میرزا ابابکر را دستگیر کرد و در سلطانیه به زندان انداخت، این عمل باعث ترس و هراس میرانشاه از او شد به همین خاطر به خراسان پناه برد و برخلاف میل باطنی‌اش نسبت به شاهرخ تیموری از در طاعت و انقیاد درآمد «۸۰۸ ق / ۱۴۰۵ م».
تا این که چندی بعد به اصرار و الزام پسرش میرزا ابابکر به آذربایجان برگشت و سرانجام در جنگی که بین او و قرایوسف ترکمان رخ داد، به قتل رسید «ذی القعده ۸۱۰ ق / آوریل ۱۴۰۸ م»

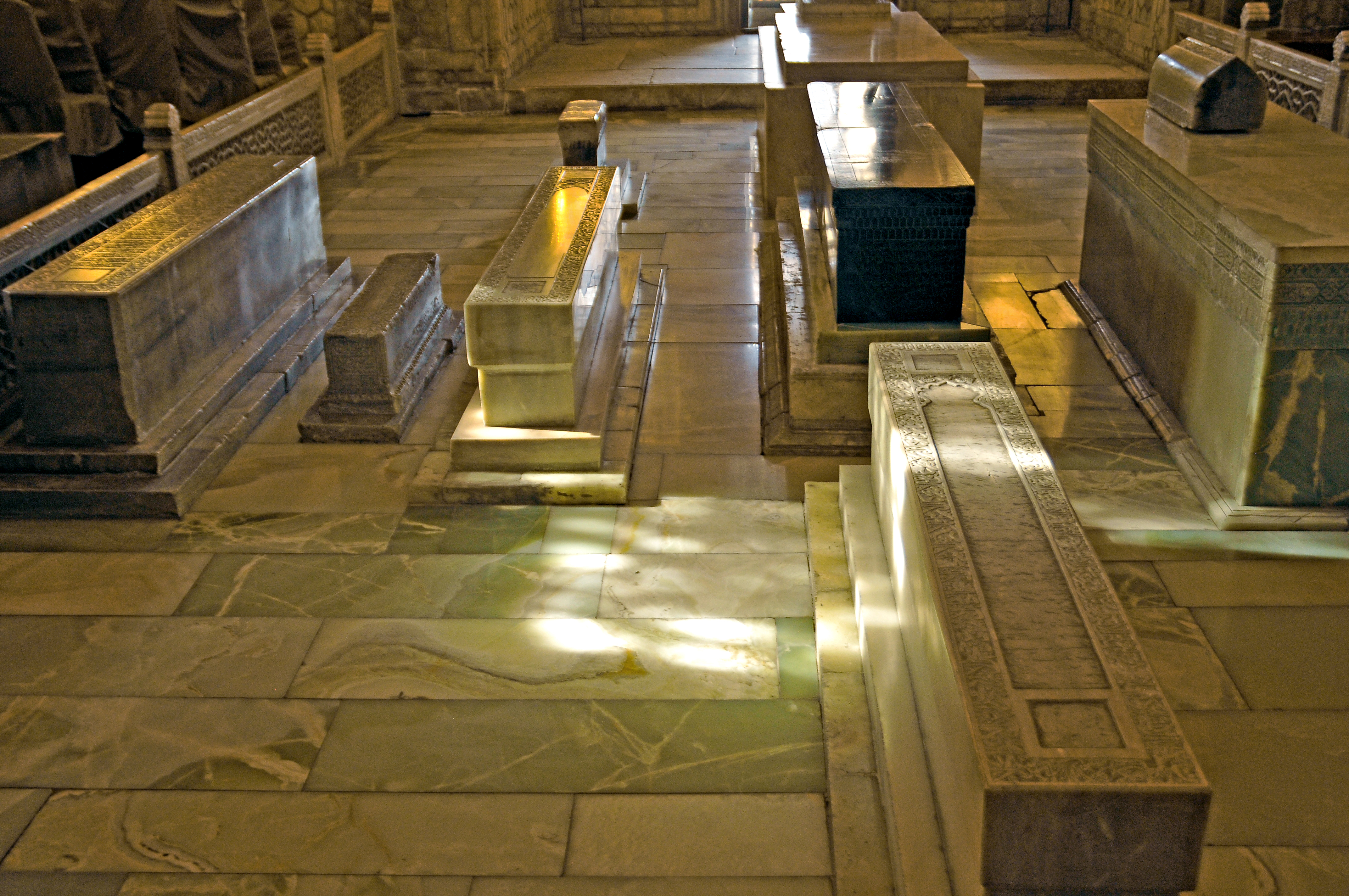
آرامگاه میران‌شاه (نخستین گور از سمت چپ) در گور امیر، سمرقند